# Chiesa di San Martino Vescovo (Campo San Martino)
La chiesa di San Martino Vescovo è la parrocchiale di Campo San Martino, in provincia e diocesi di Padova; fa parte del vicariato di Limena.

## Descrizione

### Interno
L'interno dell'edificio si compone di tre navate, separate da pilastri, abbelliti da lesene e sorreggenti archi a tutto sesto, sopra i quali corre la trabeazione modanata e aggettante su cui si impostano le volte, a schifo sulla navata centrale e a vela su quelle laterali; al termine dell'aula si sviluppa il presbiterio, rialzato di alcuni gradini, ospitante l'altare maggiore e chiuso dall'abside semicircolare.
Qui sono conservate diverse opere di pregio, tra le quali la tela ritraente l'Incontro di Gesù Cristo con i discepoli sulla via di Emmaus, dipinto nel 1832 da Ferdinando Suman, la statua della Madonna del Rosario, realizzata nel XVII secolo, e l'angelo ceroforo collocato sull'altare maggiore.